# Мінерал (округ, Колорадо)
Шаблон:StateAbbr_ 37°41′ пн. ш. 106°56′ зх. д. / 37.69° пн. ш. 106.93° зх. д.
Округ Мінерал (англ. Mineral County) — округ (графство) у штаті Колорадо, США. Ідентифікатор округу 08079.

## Історія
Округ утворений 1893 року.

## Демографія
За даними перепису 
2000 року 
загальне населення округу становило 831 осіб, усе сільське.
Серед мешканців округу чоловіків було 424, а жінок — 407. В окрузі було 377 домогосподарств, 251 родин, які мешкали в 1119 будинках.
Середній розмір родини становив 2,7.
Віковий розподіл населення поданий у таблиці:
| Стать    | До 15 років | 15-21 | 22-29 | 30-39 | 40-49 | 50-65 | 65-85 | Понад 85 |
| -------- | ----------- | ----- | ----- | ----- | ----- | ----- | ----- | -------- |
| Чоловіки | 82          | 22    | 30    | 47    | 77    | 95    | 70    | 1        |
| Жінки    | 63          | 20    | 25    | 56    | 63    | 107   | 68    | 5        |

## Суміжні округи
- Савоч — північний схід
- Ріо-Гранде — схід
- Арчулета — південь
- Гінсдейл — захід

## Виноски
1. ↑  U.S. Decennial Census. United States Census Bureau. Архів оригіналу за 26 квітня 2015. Процитовано 8 червня 2014.
2. ↑  Historical Census Browser. University of Virginia Library. Архів оригіналу за 11 серпня 2012. Процитовано 8 червня 2014.
3. ↑  Population of Counties by Decennial Census: 1900 to 1990. United States Census Bureau. Архів оригіналу за 31 липня 2014. Процитовано 8 червня 2014.
4. ↑  Census 2000 PHC-T-4. Ranking Tables for Counties: 1990 and 2000 (PDF). United States Census Bureau. Архів (PDF) оригіналу за 18 грудня 2014. Процитовано 8 червня 2014.
5. ↑  State & County QuickFacts. United States Census Bureau. Архів оригіналу за 6 червня 2011. Процитовано 8 червня 2014.(англ.) Наведено за англійською вікіпедією.
6. ↑  American FactFinder. Бюро перепису населення США. Архів оригіналу за 26 лютого 2012. Процитовано 31 січня 2008.

| США | Це незавершена стаття з географії США. Ви можете допомогти проєкту, виправивши або дописавши її. |